# Коханка французького лейтенанта
«Коханка французького лейтенанта» або Жінка французького лейтенанта (англ. The French Lieutenant's Woman) — роман англійського письменника постмодерніста Джона Фаулза, опублікований в 1969 році.

## Сюжет
Дія роману відбувається в другій половині XIX століття, місцем зав'язки є приморське містечко Лайм-Реджіс. Головний герой, Чарльз Смітсон, спадкоємець небагатого аристократичного роду, заручений з Ернестіною Фрімен, дівчиною з пересічної і незнатної, але багатої родини комерсанта. Одного разу, прогулюючись по молу, герої бачать жінку на ім'я Сара Вудрафф, відому як «коханку французького лейтенанта». З чуток у неї був роман із заїжджим французьким офіцером, який обіцяв одружитися з нею, але поїхав на батьківщину і не повернувся. Сара стала ізгоєм, її прийняла до себе в покоївки багата, але обмежена і лицемірна місіс Поултні, а у вільний час Сара приходить на мол і вдивляється в море.
Чарльз, палеонтолог-любитель, одного разу зустрічається з Сарою під час прогулянки. Вона розповідає історію свого зваблення французом на ім'я Варгену і просить Чарльза про допомогу та підтримку. Пізніше Чарльз дає Сарі грошей і радить залишити місто. Сара селиться в готелі в Ексетері. Коли туди прибуває Чарльз, між героями відбувається пояснення, Сара віддається Чарльзу. Він розуміє, що Сара незаймана, а значить, вся історія про французького лейтенанта, розказана йому Сарою, виявляється брехнею. Закоханий в Сару Чарльз повертається додому, оголошує про розірвання заручин з Ернестіною і повертається до Сари, однак та зникла.
Зникнення Сари стало великим ударом для Чарльза, а розірвання заручин підірвало його репутацію. Він проводить три роки в подорожах, але повертається до Англії, щоб знайти Сару. Нарешті, він знаходить її в будинку художника (автор натякає на Россетті). Сара виглядає вільною і впевненою в собі жінкою, секретаркою і можливо супутницею майстра.
Автор протягом роману пропонує три можливих фінали. У фіналі, описаному до сцени в готелі в Ексетері, Чарльз одружується на Ернестіні, а Сара пропадає з їхнього життя. Однак, цей кінець спростовується продовженням роману. У кінцівці автор, вводячи себе як епізодичного персонажа, розгортає перед глядачем два можливих епілоги. У першому Чарльз, який увійшов до будинку художника, виявляє, що Сара народила від нього дитину, а завершальні рядки припускають, що герої возз'єдналися і разом знайдуть своє щастя. У другому — возз'єднання не відбулося, Чарльзу відкрилося, що він був іграшкою для Сари. Він іде з цього будинку, щоб почати життя заново, пізнавши гіркоту втрати і розчарування.

## Головні мотиви
«Жінка французького лейтенанта» вважається ключовим твором англійської літератури другої половини XX століття і найяскравішим представником постмодернізму, але в той же час зберігає елементи традиції реалізму. Фаулз поміщає своїх героїв в умови вікторіанського роману, в сюжетних лініях, іменах деяких героїв і їх характерах можна виявити відсилання до творів Чарльза Дікенса, Джорджа Мередіта, Томаса Гарді та їхніх сучасників. Однак авторський текст постійно нагадує читачеві, що роман написаний в XX столітті: Фаулз пояснює поведінку своїх героїв, використовуючи відсилання до теорії психоаналізу і сучасних йому філософських течій, порівнює споруди молу з напівабстрактними скульптурами Генрі Мура, а серце героїні — з комп'ютером.
Фаулз також заперечує роль автора, який у вікторіанську епоху був свого роду всемогутнім богом: він стверджує, що йому невідомі потаємні думки його героїв, а самі вони живуть власним життям і можуть не слухатися авторського задуму. У главі 13 Фаулз міркує про природу авторства і зміну парадигми за період, що минув від вікторіанської епохи. Автор залишається творцем свого всесвіту, деміургом, богом, і повна відмова від цієї ролі означала б втрату ідентичності автора, проте як змінюються уявлення про бога з плином часу, так і Фаулз вважає за потрібне ввести в життя своїх героїв елемент свободи волі.
Особливе місце в романі займає гра з фіналами. Перший фінал, типовий для пародійованих ним вікторіанських романів, Фаулз явно висміює. Пропонуючи читачеві дві інші кінцівки, Фаулз формально не пропонує відповіді на питання, яку з кінцівок вибрав би сам автор. Фаулз в своїх творах рідко залишав закриті кінцівки (так, наприклад, відкритим і незрозумілим залишається фінал «Мага»). На думку деяких критиків, у рамках екзистенціальної філософії Фаулза істинним міг бути тільки останній, відкритий фінал, у якому герой залишається один проти всього світу, проте здобувши моральний урок і розуміння життя. Залишаючи читача в невідомості щодо майбутнього своїх героїв, Фаулз ставить його в становище героїв книги, яких автор-оповідач залишає на роздоріжжі, надаючи їм змогу, відповідно до принципу свободи волі, далі вирішувати свою долю самим.

## Екранізація
У 1981 році роман був екранізований. В однойменному фільмі Карела Райса (англ. Karel Reisz) ролі Сари і Чарльза виконали, відповідно, Меріл Стріп і Джеремі Айронс. Фільм був номінований на премію «Оскар» у п'ятьох категоріях і на премію BAFTA в 11 категоріях (отримав три премії BAFTA, в тому числі Меріл Стріп була визнана найкращою актрисою).